# Vildvind
Vildvind er en film instrueret af Anna Eborn.

## Handling
To unge mennesker er knyttet til hinanden i en smuk verden, hvor distinktionen mellem drøm og virkelighed og deres relation til hinanden er lige så flygtige som vinden.